# Yuyushiki
Yuyushiki (ゆゆ式?) es una serie de manga yonkoma japonés escrito e ilustrado por Komata Mikami, que comenzó a publicarse en la revista Manga Time Kirara de Hōbunsha a partir de la edición de abril de 2008, y hasta el momento se ha compilado en 11 volúmenes tankōbon. Una adaptación a anime producida por el estudio Kinema Citrus se emitió en Japón entre el 9 de abril y el 25 de junio de 2013. El 22 de febrero de 2017 se lanzó un OVA. El nombre de la serie se deriva del término "yuyushiki jitai" (由々しき事態 lit. "en una situación grave"?).

## Sinopsis
La serie sigue la vida diaria de tres niñas de secundaria; la inteligente pero infantil Yuzuko, la amable pero insensible Yukari, y la madura y fácilmente irritable Yui, que forman parte del Club de Procesamiento de Datos (情報処理部 Jōhōshori-bu?) de su escuela. Mientras las chicas pasan sus días teniendo discusiones sin sentido, ocasionalmente se les ocurren temas para investigar mientras están en el salón del club.

## Personajes
Yuzuko Nonohara (野々原 ゆずこ Nonohara Yuzuko?)
 Seiyū: Rumi Ōkubo, Ixchel León (español latino)
La primera miembro del Club de Procesamiento de Datos. Normalmente tiene una naturaleza inocente, pero a veces estalla en episodios de comportamiento escandaloso. A pesar de su comportamiento tonto e ideas locas, en realidad es bastante inteligente cuando se trata de estudios.
Yui Ichii (櫟井 唯 Ichii Yui?)
 Seiyū: Minami Tsuda, Casandra Acevedo (español latino)
La segunda miembro del Club de Procesamiento de Datos. Una chica generalmente seria que a menudo sirve como la persona heterosexual de las payasadas de Yuzuko y Yukari, a quienes a menudo les gusta burlarse de ella.
Yukari Hinata (日向 縁 Hinata Yukari?)
 Seiyū: Risa Taneda, Itzel Mendoza (español latino)
El tercer miembro del Club de Procesamiento de Datos. Una chica generalmente ligera que a menudo copia las payasadas de Yuzuko si las encuentra divertidas. Ella viene de una familia rica y era amiga de Yui en la escuela primaria.
Yoriko Matsumoto (松本 頼子 Matsumoto Yoriko?)
 Seiyū: Yui Horie, Samanta Figueroa (español latino)
Maestra de aula de niñas y asesora del Club de Procesamiento de Datos. A menudo apodada como "Madre" (お母さん Okā-san?) debido a su naturaleza generalmente amable.
Chiho Aikawa (相川 千穂 Aikawa Chiho?)
 Seiyū: Ai Kayano, Fernanda Ornelas (español latino)
Una compañera de clase de las chicas y presidenta de la clase. Es una chica tranquila que admira mucho a Yui y quiere hacerse amiga de ella, pero por lo general se siente intimidada por las payasadas de Yuzuko y Yukari.
Kei Okano (岡野 佳 Okano Kei?)
 Seiyū: Megumi Han, Rosa María Martínez (español latino)
Una compañera de clase de las chicas y amiga de Chiho. A ella le gusta mucho Chiho y a menudo es fría con Yui por supuestamente alejar a Chiho de ella.
Fumi Hasegawa (長谷川 ふみ Hasegawa Fumi?)
 Seiyū: Mana Shimizu, Diana Nolan (español latino)
Una compañera de clase de las chicas y amigo de Chiha y Kei. Ella es consciente del cariño de Kei por Chiho y a menudo se burla de ella por eso.

## Media

### Manga
Yuyushiki es escrito e ilustrado por Komata Mikami, comenzó a publicarse en la revista Manga Time Kirara de Hōbunsha en abril de 2008. El primer volumen tankōbon del manga se publicó el 26 de marzo de 2009 y se han publicado once volúmenes hasta el momento.
| Volúmenes de manga publicados | Volúmenes de manga publicados | Volúmenes de manga publicados |
| Número                        | Fecha de publicación          | ISBN                          |
| ----------------------------- | ----------------------------- | ----------------------------- |
| 1                             | 26 de marzo de 2009           | ISBN 978-4-8322-7794-6        |
| 2                             | 27 de febrero de 2010         | ISBN 978-4-8322-7892-9        |
| 3                             | 26 de marzo de 2011           | ISBN 978-4-8322-4006-3        |
| 4                             | 27 de marzo de 2012           | ISBN 978-4-8322-4126-8        |
| 5                             | 26 de abril de 2013           | ISBN 978-4-8322-4287-6        |
| 6                             | 27 de mayo de 2014            | ISBN 978-4-8322-4442-9        |
| 7                             | 27 de mayo de 2015            | ISBN 978-4-8322-4570-9        |
| 8                             | 27 de junio de 2016           | ISBN 978-4-8322-4708-6        |
| 9                             | 26 de agosto de 2017          | ISBN 978-4-8322-4865-6        |
| 10                            | 25 de enero de 2019           | ISBN 978-4-8322-7061-9        |
| 11                            | 27 de agosto de 2020          | ISBN 978-4-8322-7208-8        |

### Anime
La adaptación televisiva de anime está producida por el estudio Kinema Citrus y está dirigida por Kaori. La composición de la serie está a cargo de Natsuko Takahashi y el diseño de personajes por Hisayuki Tabata. La serie se emitió entre el 9 de abril y el 25 de junio de 2013 y fue transmitida simultáneamente por Crunchyroll. El tema de apertura es "One Two!" (せーのっ! Sēno!?) interpretado por Rumi Ōkubo, Minami Tsuda y Risa Taneda, mientras que el tema final es "Affection" de Mayumi Morinaga. Sentai Filmworks obtuvo la licencia de la serie en Norteamérica y la lanzó en DVD subtitulado el 1 de julio de 2014. Un episodio de animación de video original fue lanzado en Japón el 22 de febrero de 2017. Los temas de apertura y cierre respectivamente son "Kirameki! no Hi" (きらめきっ！の日 ¡Un día brillante!?) y "Aozora no Tsukurikata" (青空のつくりかた Cómo hacer un cielo azul?), ambos interpretados por Ōkubo, Tsuda y Taneda.
| Episodios | Episodios                                                                           | Episodios             |
| Número    | Título                                                                              | Fecha de estreno      |
| --------- | ----------------------------------------------------------------------------------- | --------------------- |
| 1         | «Ya somos estudiantes de secundaria» «Kōkōsei ni Narimashita» (高校生になりました)  | 9 de abril de 2013    |
| 2         | «El Club de Procesamiento de Datos» «Jōhōshori-bu» (情報処理部)                     | 16 de abril de 2013   |
| 3         | «¡Son las vacaciones de verano!» «Natsu Yasumi Jāi!» (夏休みじゃーい!)              | 23 de abril de 2013   |
| 4         | «Presidenta» «Iinchō» (いいんちょう)                                                | 30 de abril de 2013   |
| 5         | «Yui, Yukari y Yuzuko» «Yui to Yukari to Yuzuko» (唯と縁とゆずこ)                   | 7 de mayo de 2013     |
| 6         | «El primer estofado de invierno» «Hatsuyuki Nabe» (初雪なべ)                        | 14 de mayo de 2013    |
| 7         | «¡El tercer semestre!» «San Gakki!» (3学期っ!)                                      | 21 de mayo de 2013    |
| 8         | «Estamos en segundo año» «Ninensei ni Narimashita» (2年生になりました)              | 28 de mayo de 2013    |
| 9         | «Majarinko» «Majarinko» (まじゃりんこ)                                              | 4 de junio de 2013    |
| 10        | «Porque es divertido» «Tanoshii kara» (楽しいから)                                  | 4 de junio de 2013    |
| 11        | «Momentos como estos» «Kōyū Jikan» (こーゆー時間)                                   | 18 de junio de 2013   |
| 12        | «Una buena vida sin Novedades» «Nō Ibento Guddo Raifu» (ノーイベントグッドライフ)   | 25 de junio de 2013   |
| OVA       | «Molesto y estar molesto» «Komarasetari, Komarasaretari» (困らせたり、困らされたり) | 22 de febrero de 2017 |

### Videojuego
Los personajes de la serie aparecen junto a otros personajes de Manga Time Kirara en el juego de rol móvil de 2017, Kirara Fantasia.